# Jean Pierre Bolten

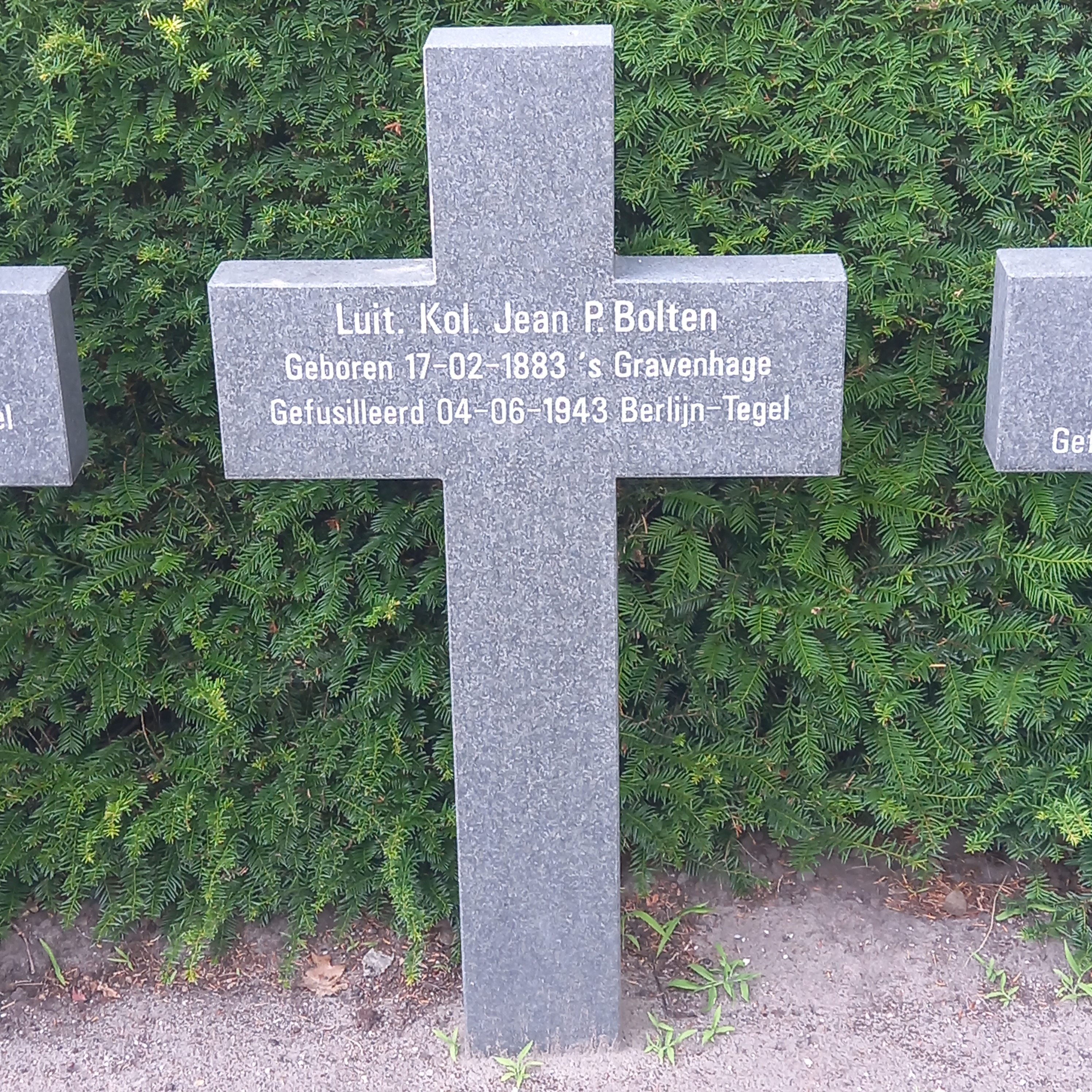
Het graf van Jean Pierre Bolten op begraafplaats Westduin in Den Haag

Luitenant-kolonel Jean Pierre Bolten (Den Haag, 17 februari 1883 - Berlijn, 4 april 1943) maakte beide wereldoorlogen mee, de Eerste Wereldoorlog als militair, de Tweede Wereldoorlog als verzetsman. Hij staat op de Erelijst van Gevallenen 1940-1945.
Nadat de Eerste Wereldoorlog was afgelopen, verliet hij de militaire dienst. Hij vond een baan bij de Bataafsche Petroleummaatschappij (BPM) en werd uitgezonden naar Teheran om daar een olielaadsteiger te bouwen. Toen hij aangaf dat de geleverde materialen niet van goede kwaliteit waren, werd hij gezien als klokkenluider. In 1923 kwam hij terug in Nederland. Hij woonde daarna in Wassenaar. Hij was getrouwd en had twee kinderen.
Vanwege de oorlogsdreiging werd hij in 1938 in actieve dienst teruggeroepen. Hij werd geplaatst bij de geheime dienst in Amsterdam, die onder leiding stond van Hasselman. Hij slaagde erin veel oorlogsmateriaal uit Duitse handen te houden. Bolten en Hasselman waren lid van de Stijkelgroep.

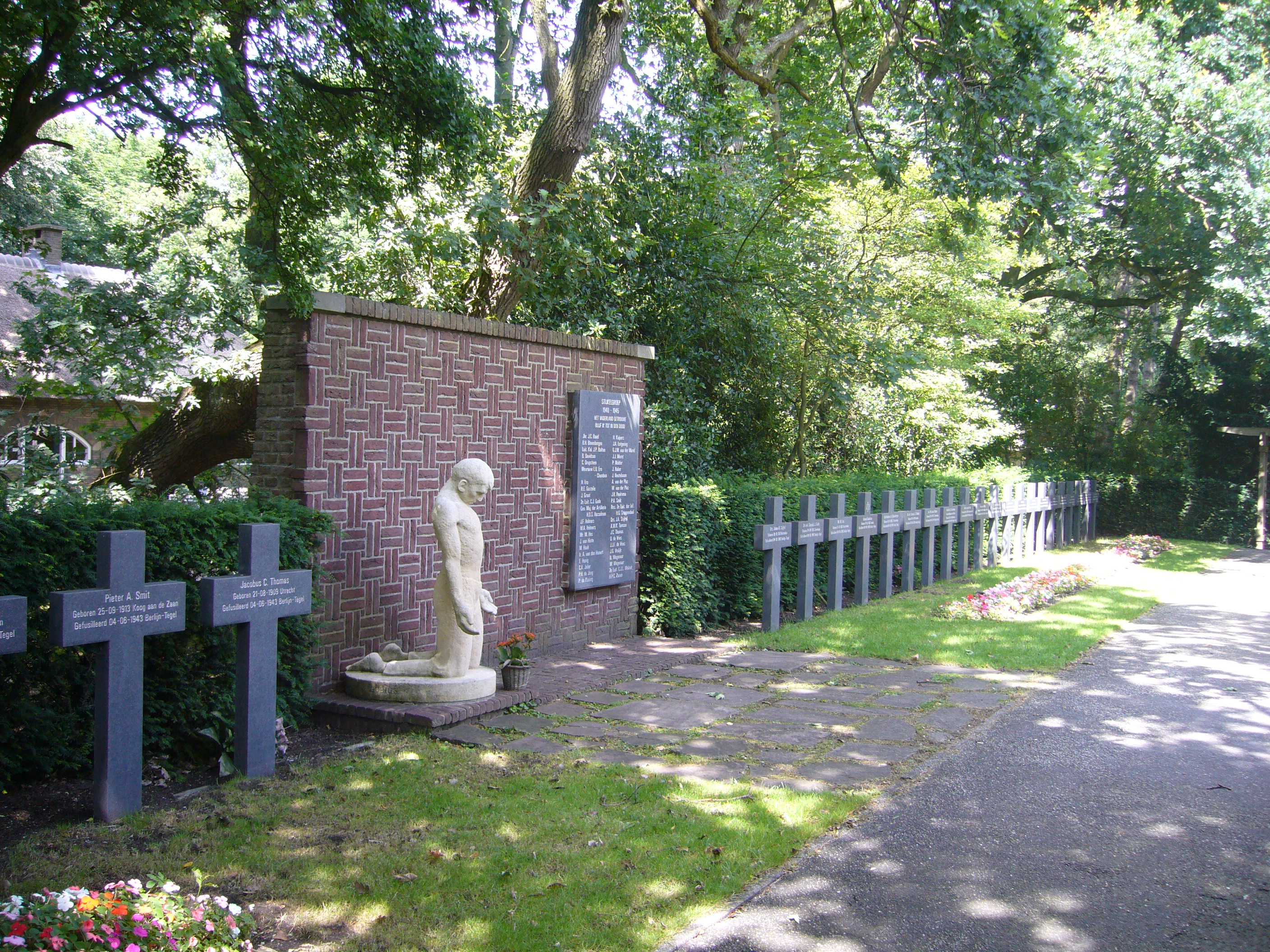
Monument

Na zijn arrestatie werd hij naar het Oranjehotel gebracht en uiteindelijk kwam hij in Berlin-Tegel terecht. Hij werd op 4 juni 1943 met 32 andere leden van de Stijkelgroep op een schietbaan in Berlijn-Tegel gefusilleerd. Alle slachtoffers werden in de (latere) Russische zone van Berlijn begraven. 

Pas in 1947 werden, na vele inspanningen van de zoon van Willem Wagenaar, de stoffelijke overschotten naar Nederland overgebracht en op Westduin herbegraven. Alle graven kregen een houten kruis. 

In 1953 werd bij de graven een monument onthuld in aanwezigheid van onder meer Ds Harold Poelchau, de gevangenispredikant in Berlijn die ruim 1000 gevangenen in hun laatste uren bijstond, inclusief de leden van de Stijkelgroep. Ook werden de houten kruizen vervangen door stenen kruizen.

## Onderscheiding
- Verzetsherdenkingskruis[2]